# Un rêve au coin du feu
Un rêve au coin du feu é um filme mudo de animação em curta-metragem de 1894, dirigido por Émile Reynaud. Este filme utiliza o processo do teatro óptico, permitindo a Reynaud projetar um filme pintado a mão, enquanto o cinema ainda não existia.
Este filme é parte da segunda programação Pantomimes lumineuses. As projeções foram realizadas no Museu Grévin, de dezembro de 1894 a julho de 1897, antes de ser substituído pela projeção de pinturas animadas de Émile Reynaud.
O filme encontra-se desaparecido.

## Sinopse
Um homem cai no sono em frente à lareira. Ele vê sua vida se desenrolar ate que recebe o insulto de um rival. Ele acorda e vai à luta.

## Ficha Técnica
- Titulo original : Un rêve au coin du feu
- Direção e roteiro : Émile Reynaud
- Música : Gaston Paulin
- Gênero : animação - comédia - pantomima
- Duração : Cerca de 12 minutos (curta metragem)
- Data de lançamento : Dezembro de 1894 (França)
- Formato : preto e branco - mudo
- Produzido na França